# The Buck Pets
The Buck Pets var en amerikansk musikgrupp som bildades 1987 i Dallas, Texas. Buck Pets musikstil har tydliga influenser av band som The Replacements, The Buzzcocks och The Jesus and Mary Chain.
The Buck Pets fick mycket support av sitt skivbolag Island som stod bakom de två första skivorna, The Buck Pets och Mercurotones. Bandet lyckades dock aldrig slå igenom stort under sin tid. Men det fanns många fans i Dallas och i Norman, Oklahoma där de fortfarande saknas av många. 
Bandet slutade spela öppet år 1993 efter den sista skivan To The Quick som blev ett stort misslyckande och ignorerades nästan helt.

## Medlemmar
- Andy Thompson – gitarr, ledsång
- Chris Savage – gitarr, sång
- Ian Beach – basgitarr
- Tony Alba – trummor
- Ricky Pearson – trummor (på albumet To The Quick)

## Diskografi
Studioalbum
- The Buck Pets (1989)
- Mercurotones  (1990)
- To The Quick  (1993)

EP
- Libertine (1990)

Singlar
- "Pearls" / "Hey Sunshine" (1990)
- "Car Chase" (1993)